# Kandîbîne, Nova Odesa
Kandîbîne (în ucraineană Кандибине) este localitatea de reședință a comunei Kandîbîne din raionul Nova Odesa, regiunea Mîkolaiiv, Ucraina.

## Demografie
Componența lingvistică a localității Kandîbîne
     Ucraineană (95,19%)
     Rusă (4,16%)
     Alte limbi (0,66%)
Conform recensământului din 2001, majoritatea populației localității Kandîbîne era vorbitoare de ucraineană (95,19%), existând în minoritate și vorbitori de rusă (4,16%).